# Gębarzew (gmina)
Gębarzew (alt. Gębarzów) – dawna gmina wiejska istniejąca do 1954 roku w woj. kieleckim. Siedzibą władz gminy był Gębarzew, następnie Bardzice.
Gminę zbiorową Gembarzów utworzono 13 stycznia 1867 w związku z reformą administracyjną Królestwa Polskiego. Gmina weszła w skład nowego powiatu radomskiego w guberni radomskiej i liczyła 2036 mieszkańców.
W okresie międzywojennym gmina Gębarzew należała do powiatu radomskiego w woj. kieleckim. Po wojnie gmina zachowała przynależność administracyjną. Według stanu z dnia 1 lipca 1952 roku gmina składała się z 14 gromad: Bardzice, Chomentów-Puszcz, Chomentów-Szczygieł, Gębarzew, Grabina, Huta Mazowszańska, Janiszpol, Malczów, Malczów kol., Maliszów, Parznice, Romanów, Sołtyków i Trablice. 1 stycznia 1954 roku część obszaru gminy Gębarzew (gromadę Malczów Kolonia oraz część gromady Trablice) włączono do Radomia.
Jednostka została zniesiona 29 września 1954 roku wraz z reformą wprowadzającą gromady w miejsce gmin. Po reaktywowaniu gmin z dniem 1 stycznia 1973 roku gminy Gębarzew nie przywrócono, a jej dawny obszar wszedł głównie w skład gmin Kowala i Skaryszew w tymże powiecie i województwie.